# Taroudannt (provins)
Taroudannt (arabiska: إقليم تارودانت, franska: Province de Taroudannt) är en provins i Marocko.   Den ligger i regionen Souss-Massa, 400 km söder om huvudstaden Rabat. Antalet invånare är 780 661. Arean är 1 646 kvadratkilometer.